# ラウジッツリンク
ラウジッツリンク（Lausitzring）は、ドイツのブランデンブルク州南部にあるサーキット。2000年から2010年までは、ユーロスピードウェイ・ラウジッツの名称だった。

## 概要
ヨーロッパでは珍しいオーバルトラックを備え、一周はおよそ3.2km（2マイル）ある。アメリカのポコノ・レースウェイのようなトライ・オーバルで、内側にはロードコースが併設されている。コースレイアウトによってはおよそ4.5kmまで延長が可能である。メインのコースに加えて、西側にも急バンクのU字型の2つのコーナーを結ぶ2本の長いストレートを備えたテストコースが併設され、これも繋げると約12kmにもなる。ただし、一般的なレースイベントには使用されず、特別なテストを行う時のみ使われる。従って、「ラウジッツリンク」を話題とする際はテストコースを除外し、スピードウェイ本体を指し示すことが常である。最大収容人数は12万人であり、2万5千人の席を確保するメインスタンドからはコースを一望できる。
2017年7月、同サーキットの施設が自動車用精密機器サプライヤーである、デクラに買収されることとなり、一般営業が同年内をもって終了することが発表された。既にサーキット内にデクラのテストセンターが開設されており、同年11月1日付で経営を受け継ぎ、ロードカー開発のテストコースとして改装される事が決定している。ただしその後も一般向けイベントとして、ドイツツーリングカー選手権（DTM）の開催が年1回行われており、その時だけは一般の観客も入場することができる。

## レイアウト
当初はオーバルレースの開催も可能なコースとして、メインストレートをオーバルコースとロードコースで兼ねるレイアウトで設計された。DTMをはじめロードコースでのイベントの際は、オーバルのターン1の手前に設けられた左のターン1に入り、ピットレーンと合流した後にターン2からターン5までコーナーが続くレイアウトとなっており、ターン5からふたたびオーバルに合流。オーバルのターン2の手前でふたたびインフィールドに入るレイアウトとなっている。
2021年のDTMでは、オーバルのターン1を使用し、ロードコースのターン6までの間を高速レイアウトとすることになった。FIAの認可が下りたことで正式に開催された。

### コースレイアウト図

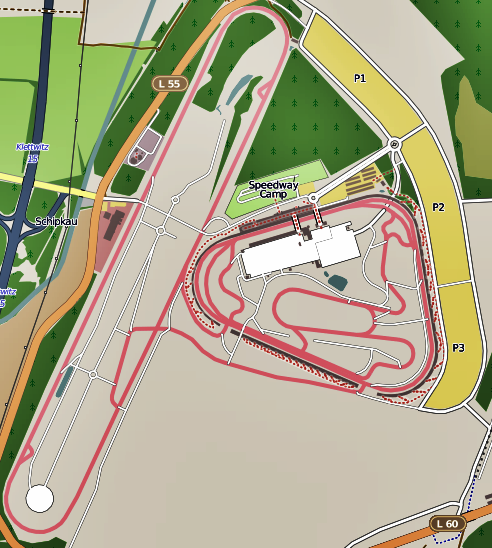
サーキット全体図
スプリントコース
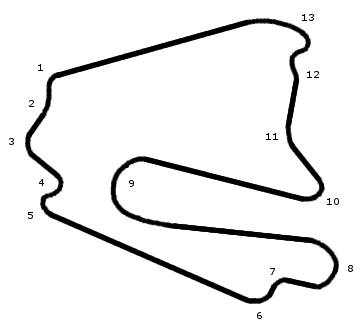
モーターサイクルコース
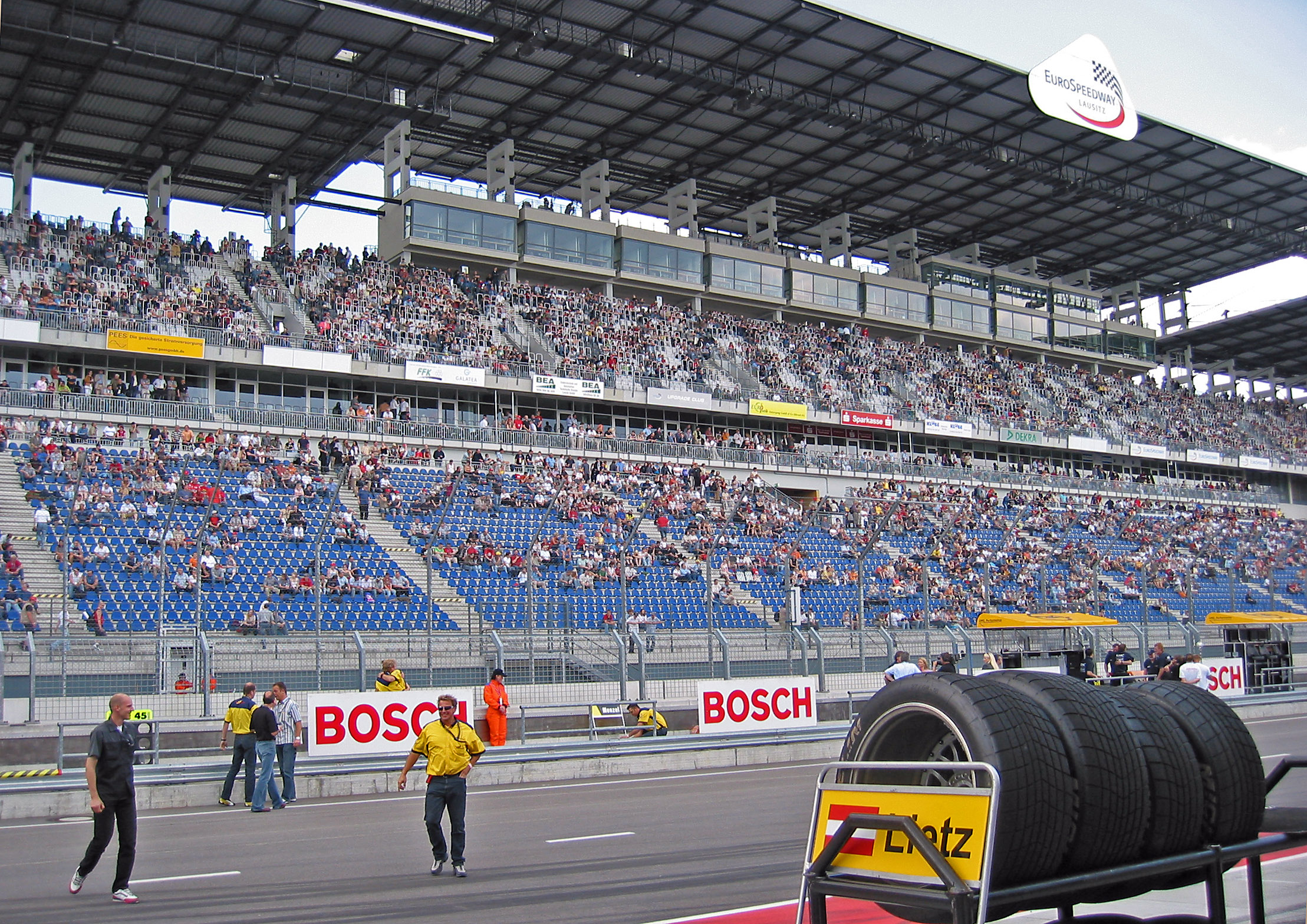
グランドスタンド
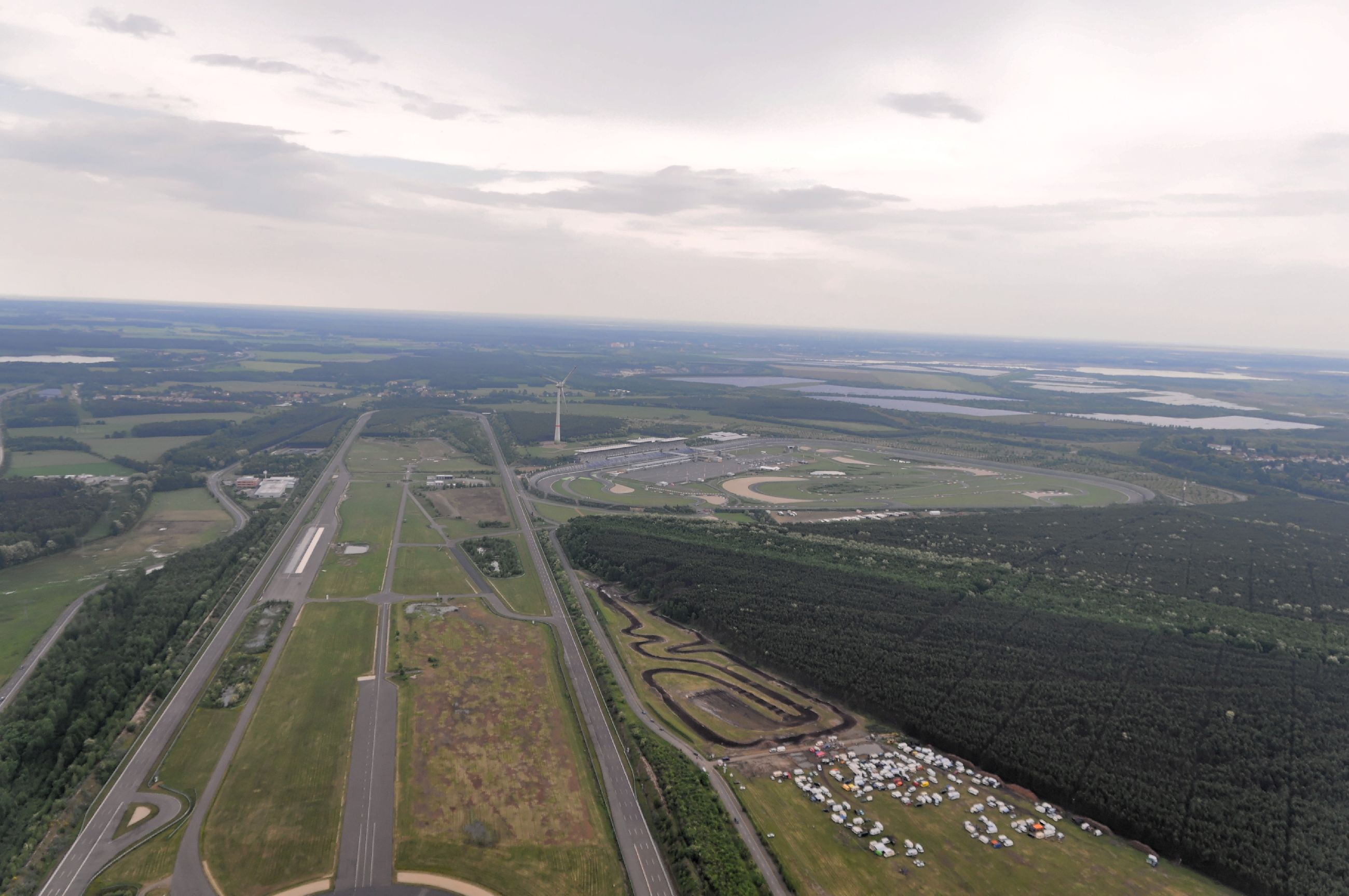
テストコースの空撮

## 過去に起こった重大事故
- 2001年4月25日、元F1ドライバーのミケーレ・アルボレートが、ル・マン24時間レース参戦を見据えた、アウディ・R8でテストコースでテストをしていたところ、タイヤバーストからのクラッシュで死亡している[4]。
- 同年9月15日、CARTのレース中にアレッサンドロ・ザナルディが、ピットアウト直後にスピンして他のマシンにフロントノーズ側方に激突される。両足切断という重傷を負ったものの一命を取り留めた。

## 現在開催されている主なレース
- ドイツツーリングカー選手権
- F3

## 過去に開催されたことのあるレース
- A1グランプリ
- スーパーバイク世界選手権
- CART

### レッドブル・エアレース
- 2010年には、飛行機のレッドブル・エアレースが開催された。メインスタンドからコースを一望できるロケーションが評価されたことによる。コース内にはパイロンが設置され、パドックには臨時の滑走路が設置された。2016年、2017年にも開催された。